# Alyn Ainsworth
Alyn Ainsworth (né le 24 août 1924 à Bolton, mort le 4 octobre 1990) est un chef d'orchestre britannique.

## Biographie
Alyn Ainsworth suit sa scolarité au Canon Slade School mais arrête l'école à quatorze ans quand son talent de chanteur est découvert par Herman Darewski qui le prend dans son orchestre. Quand sa voix mue, il apprend la guitare et joue dans des orchestres de danse locaux, tout en travaillant comme vendeur de chapeaux. Il rejoint l'orchestre d'Oscar Rabin où il fait aussi les arrangements. Il travaille avec Geraldo puis accepte une offre de Val Parnell pour diriger l'orchestre du London Palladium. Il rejoint ensuite le BBC Northern Dance Orchestra comme chef d'orchestre et arrangeur.
Ainsworth devient un chef réputé. En 1956, il annonce pendant le Tonight at the London Palladium ses fiançailles avec Teddie Beverley des Beverley Sisters. Mais le couple se sépare peu après.
Il démissionne de la BBC en 1960 et travaille en indépendant. Il signe avec Granada TV pour remplacer Peter Knight.
En 1965, il dirige l'orchestre d'un Royal Command Performance au London Palladium pour la troisième fois. Il dirige un orchestre pour le Concours Eurovision de la chanson, pour le Royaume-Uni en 1975, 1976, en 1978 et en 1990 ainsi que pour la Belgique en 1977. Il est le directeur musical pour l'émission des cinquante ans de la BBC en 1972.

## Source de la traduction
- (en) Cet article est partiellement ou en totalité issu de l’article de Wikipédia en anglais intitulé « Alyn Ainsworth » (voir la liste des auteurs).